# Флаг Соль-Илецкого городского округа
Флаг Соль-Илецкого городского округа Оренбургской области Российской Федерации — опознавательно-правовой знак, служащий официальным символом муниципального образования.
Флаг утверждён 15 декабря 2010 года решением Совета депутатов муниципального образования Соль-Илецкий район № 30 как флаг муниципального образования Соль-Илецкий район и внесён в Государственный геральдический регистр Российской Федерации с присвоением регистрационного номера 6687.
Законом Оренбургской области от 6 марта 2015 года № 3028/833-V-ОЗ, 1 мая 2015 года все муниципальные образования Соль-Илецкого района были преобразованы, путём их объединения, в Соль-Илецкий городской округ.
Решением Совета депутатов Соль-Илецкого городского округа от 19 апреля 2017 года № 544 данный флаг был утверждён флагом Соль-Илецкого городского округа.

## Описание
«Прямоугольное полотнище красного цвета с соотношением сторон 2:3.
В верхней части полотнища помещён жёлтый треугольник, основание которого совпадает с верхним краем полотнища, а вершина находится в точке пересечения диагоналей полотнища.
На красной части полотнища воспроизведены положенные накрест белые казачьи пики с малиново-белыми значками о двух косицах каждая, поверх них также накрест две жёлтые кирки. По сторонам и снизу от них три белых вытянутых по-вертикали ромба. На жёлтой части полотнища изображён арбуз натуральных цветов с двумя зелёными листьями и двумя цветками натуральных цветов».

## Обоснование символики
Красный цвет флага Соль-Илецкого района повторяет цвет герба и флага Оренбургской области.
Арбуз напоминает, что соль-илецкие арбузы известны далеко за пределами Оренбуржья и по праву считаются одной из достопримечательностей района. Положение арбуза в треугольной главе означает, что выращивание этих плодов также находится «во главе угла» в районе.
Жёлтый цвет (золото) символизирует хлебные поля и сельскохозяйственный характер района.
Казачьи пики символизируют первопоселенцев района — казаков, а также обозначают географическое положение района у Государственной границы России. Малиново-белые значки (введённые для казаков Оренбургского непременного полка в 1803 году, а затем распространённые на все Оренбургское войско) указывают на принадлежность соль-илецких казаков к Оренбургскому войску.
На территории района находится Илецкое месторождение каменной соли. Илецкая соль отличается высоким качеством. Скрещённые кирки — инструменты соледобытчиков — символизируют давнюю богатую историю солевого промысла в районе. Три веретена также символизируют соль, подобные веретена были в неутверждённом проекте герба города Илецка, созданном в середине XIX века.